# 량샹난관역
량샹난관역(중국어: 良乡南关站)은 중화인민공화국 베이징시 팡산구 궁첸 가도  창훙 서로·하오톈 대가 교차로에 위치한 베이징 지하철 팡산선의 지하철역으로, 2010년 12월 30일에 팡산선 개통과 함께 개장하였다.

## 위치
이 역은 창훙 동로(长虹东路) - 창훙 서로(长虹西路), 하오톈 대가(昊天大街), 카이쉬안 거리(凯旋大街)의 교차점에 위치하며 동서로 배치되어 있다. 또한, 이 장소는 량샹난관 교차로라고 불리지만 실제 난관 외부에 위치한다.

## 역 구조

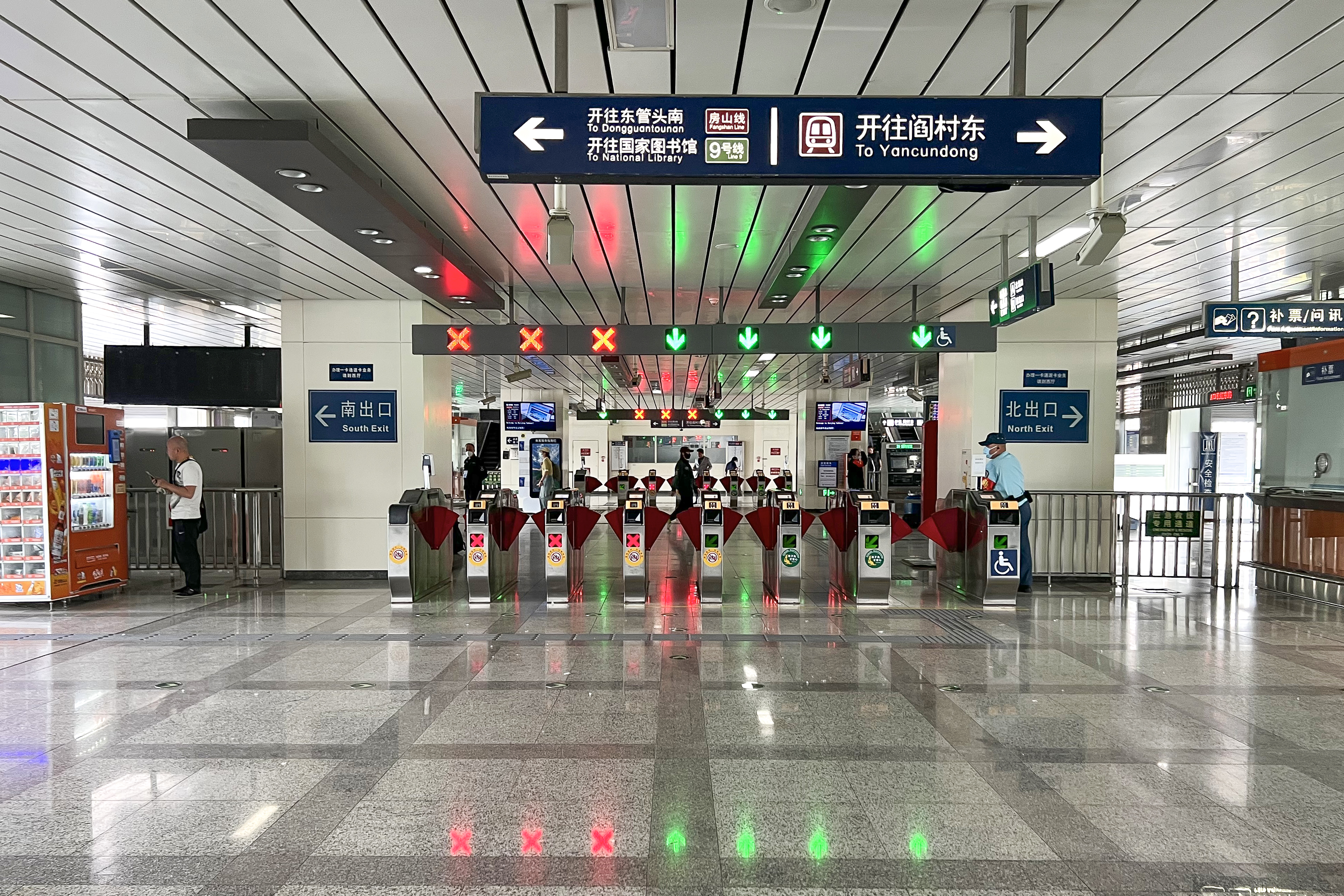
대합실

이 역은 상대식 승강장 설계를 갖춘 고가역이다.

### 층별 구조
| 2층 승강장 층    | 상대식 승강장, 오른쪽 출입문이 열림 | 상대식 승강장, 오른쪽 출입문이 열림                                                          |
| 2층 승강장 층    | ←                                   | ■ 팡산선 일반 구간 열차 둥관터우난 방면 / 직통 열차 국가도서관 방면 (■ 9호선) (량샹다쉐청시) |
| 2층 승강장 층    | →                                   | ■ 팡산선 옌춘 동 방면 (쑤좡)                                                                 |
| 2층 승강장 층    | 상대식 승강장, 오른쪽 출입문이 열림 |                                                                                              |
| 지면층 대합실 층 | 대합실                              | A-B출입구, 고객센터, 출입 게이트                                                             |

## 출입구
|                         |                     | |      |             |
| 출구                    | 지시                | 출구 인근 | 사진 | 무장애 시설 |
| 出口 · A · 1            | 창훙 동로(长虹东路) | 궁첸 남대가(拱辰南大街), 창훙 커뮤니티(长虹小区), 팡산구 발전화 개혁 위원회(房山区发展和改革委员会), 팡산구 재정국(房山区财政局) |      |             |
| 出口 · A · 2            | 창훙 동로(长虹东路) | 궁첸 남대가(拱辰南大街), 하오톈 대가(昊天大街), 자루이퉁 커뮤니티(嘉瑞通小区)                                                    |      | 빈칸        |
| 出口 · B · 1            | 징선로(京深路)      | 창훙 동로(长虹东路), 궁첸 남대가(拱辰南大街), 량샹 건재성(良乡建材城)                                                            |      |             |
| 出口 · B · 2            | 징선로(京深路)      | 창훙 서로(长虹西路), 카이쉬안 대가(凯旋大街), 시루 남대가(西潞南大街), 팡산구 민방국(房山区民防局)                               |      | 빈칸        |
| 아이콘 설명: 엘리베이터 |                     | |      |             |